# Фуенте-дель-Арко

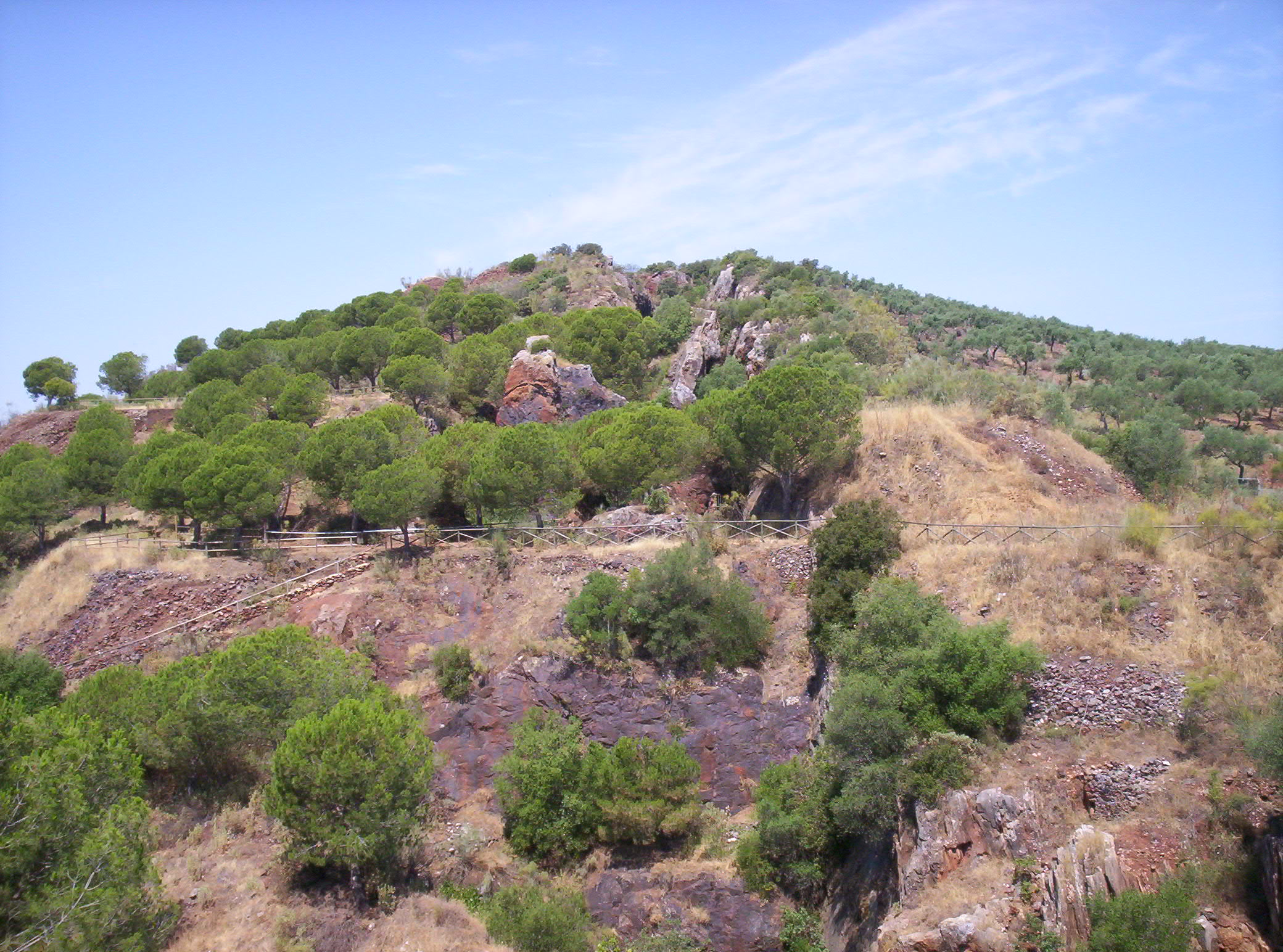

Фуенте-дель-Арко (ісп. Fuente del Arco) — муніципалітет в Іспанії, у складі автономної спільноти Естремадура, у провінції Бадахос. Населення — 763 особи (2010).
Муніципалітет розташований на відстані близько 310 км на південний захід від Мадрида, 120 км на південний схід від Бадахоса.
На території муніципалітету розташовані такі населені пункти: (дані про населення за 2010 рік)
- Естасьйон: 14 осіб
- Фуенте-дель-Арко: 714 осіб
- Вальдесігеньяс: 35 осіб

## Демографія
Динаміка населення (INE ):